# Betio
Betio è un'isola situata nell'angolo sud-ovest dell'atollo di Tarawa, facente parte dell'arcipelago delle Isole Gilbert, nella Repubblica di Kiribati. Su di essa sorge il porto e la città più importante della Repubblica. L’isola è collegata con Tarawa Sud da un ponte stradale, il Japanese Causeway.

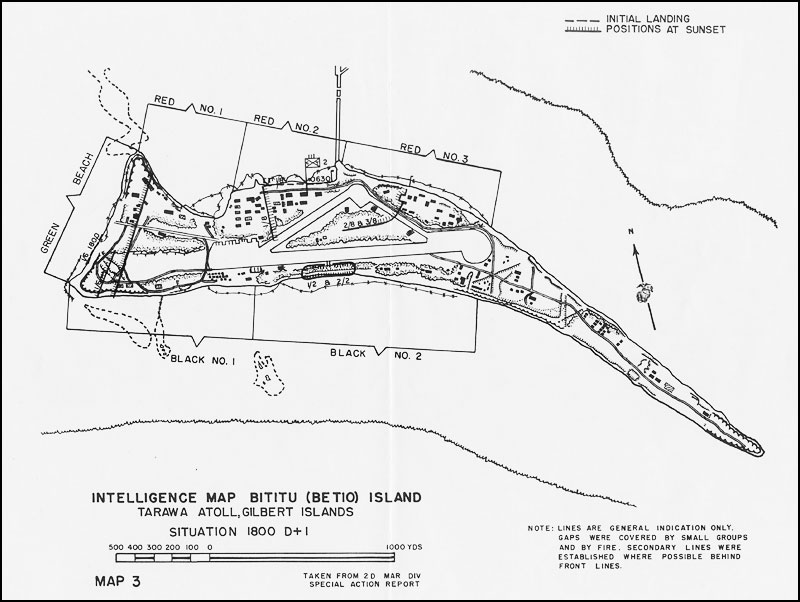
Mappa di Betio della Seconda guerra mondiale (si notano la pista di atterraggio ed il pontile costruiti dai giapponesi)

## Storia

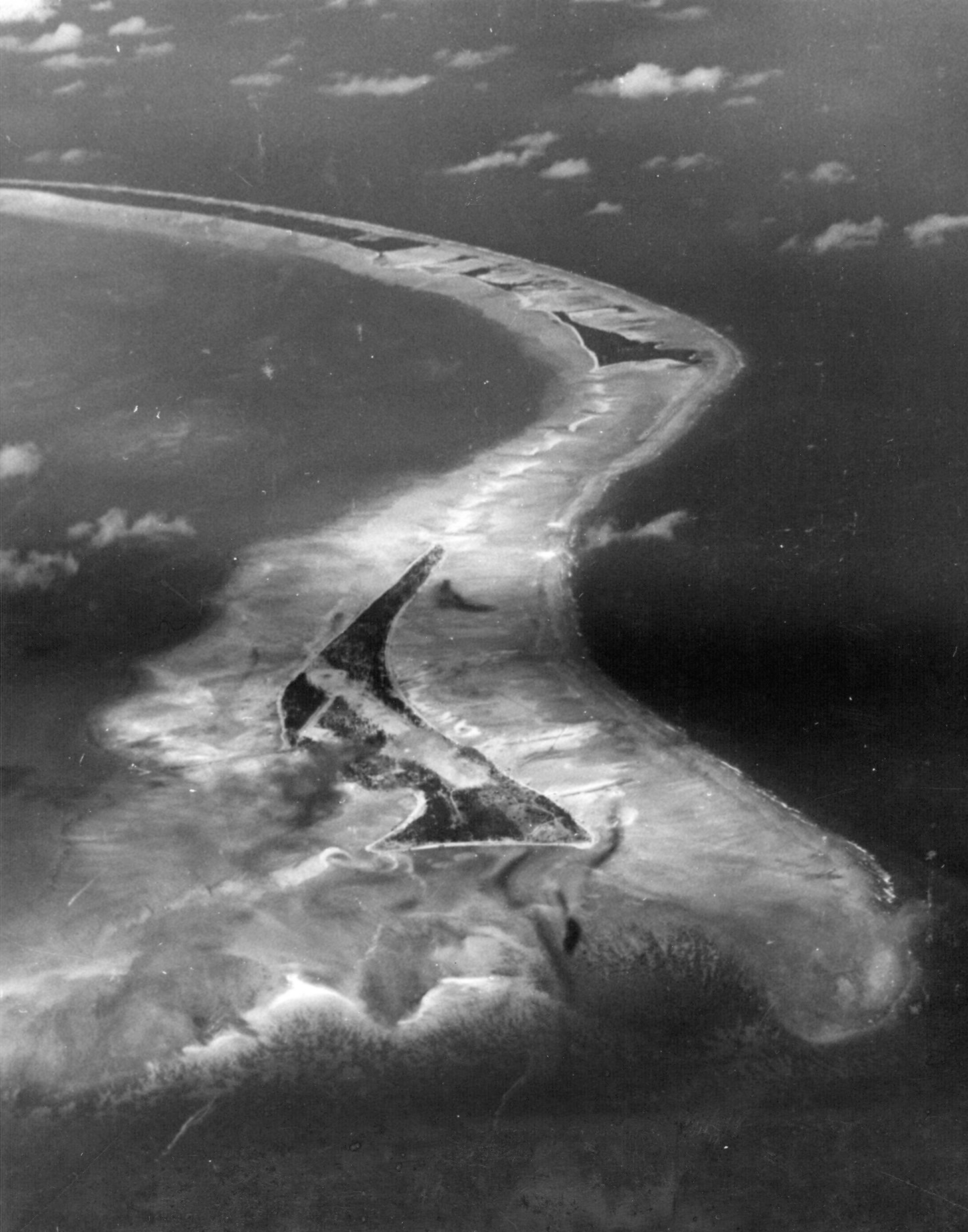
Vista aerea di Betio, settembre 1943

Betio è conosciuta soprattutto perché è stata il teatro della sanguinosa Battaglia di Tarawa durante la Seconda guerra mondiale. Vi si trovano ancora relitti risalenti all'invasione giapponese ed al successivo attacco statunitense del novembre 1943. La pista di atterraggio giapponese, obiettivo dell'attacco, non esiste più, ma la sua estensione si può ancora intuire al giorno d'oggi osservando le palme che crescono meno rigogliose su di essa. Rimangono inoltre diversi bunker e parecchi rottami di equipaggiamento militare, oltre a ordigni inesplosi sparsi su tutta l'isola e sulle scogliere circostanti. Vi sono anche sepolte le salme di diversi soldati statunitensi e giapponesi. 

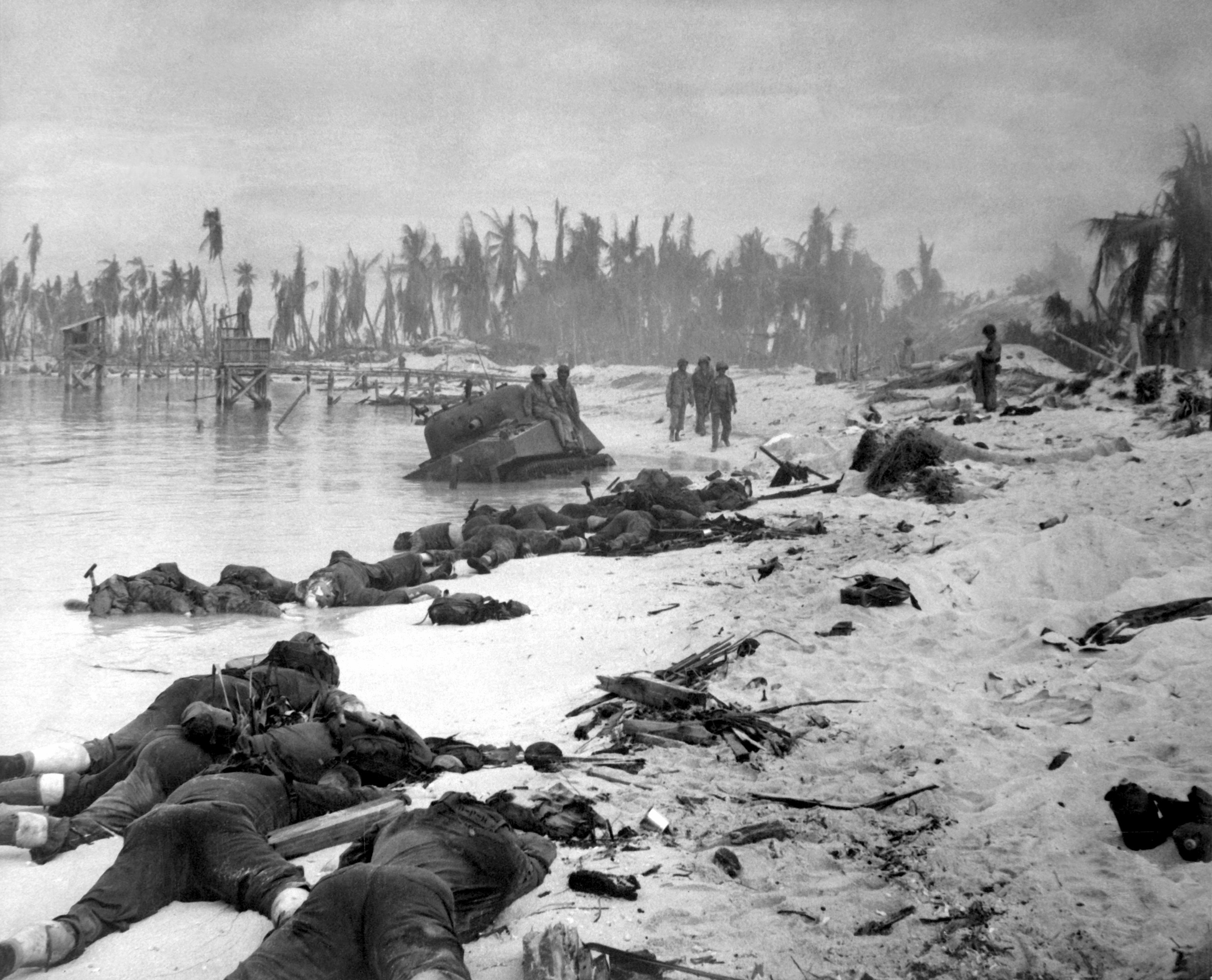
Una drammatica immagine della Battaglia di Tarawa

Quest'isoletta fu anche il luogo del massacro, avvenuto prima dello sbarco statunitense, in cui vennero decapitati dei civili neozelandesi e figiani ad opera dei giapponesi. 
Tale massacro potrebbe essere stato compiuto come rappresaglia per l'assistenza alla fuga di alcuni marinai del mercantile Nimanoa. Questi marinai erano stati catturati dai giapponesi all'inizio della Guerra del Pacifico, dopo che ebbero autoaffondato la loro nave per evitare che venisse usata dagli invasori. Il relitto parzialmente sommerso del Nimanoa sarebbe poi stato usato dai giapponesi come una postazione di mitragliatrici contro le forze di invasione statunitensi.
Le notizie del massacro furono tenute segrete dalle autorità britanniche del tempo per evitare che i governi della Nuova Zelanda e delle Figi informassero le famiglie delle vittime.
A partire dagli anni settanta Betio, essendo il centro dell'attività economica di Kiribati, divenne sempre più popolosa, e la costruzione di una strada sopraelevata che la collega a Bairiki, all'inizio degli anni ottanta, diede un'ulteriore spinta al fenomeno. L'isola ha una densità di popolazione simile a quella di Hong Kong ed è l'agglomerato urbano più densamente popolato di tutte le isole del Pacifico, superando i 17.000 abitanti.

## Sport
Calcio
il Betio Town Council è la principale squadra di Betio nonché la più vincente di tutto il Kiribati.